# Списак врхова преко 8000 метара
Постоји 14 планинских врхова виших од 8000 метара. Многи пењачи покушавају да освоје „Седам врхова“, односно све врхове за које важи да су највиши врх континента на ком се налазе. Ретки су они који покушавају да освоје свих 14 врхова виших од 8000 метара. Сви ови врхови се налазе на Хималајима и Каракоруму и то у четири земље: Непалу, Пакистану, Кини и Индији. Тежина се овде не огледа само у томе што су стене са јужне стране веома стрме, а клима са северне стране сурова, већ и у чињеници да је ваздух веома разређен. Због тога велики број пењача користи боце са кисеоником, који, опет, представљају додатни терет за ношење.

## Четрнаест врхова са списком првих освајача
Свих четрнаест врхова су:
|    | Врх                                                                                            | Висина (у метрима) | Држава        | Датум првог освајања врха | Први планинари на врху |
| -- | ---------------------------------------------------------------------------------------------- | ------------------ | ------------- | ------------------------- | --- |
| 1  | Монт Еверест (тибетски: Чомолангма - Богиња мајка света, непалски: Сагарматха - Високо у небу) | 8848               | Непал/Кина    | 29. мај 1953.             | Едмунд Хилари (Edmund Hillary) и шерпас Тензинг Норгај (Tenzing Norgay) |
| 2  | К2                                                                                             | 8611               | Кина/Пакистан | 31. јул 1954.             | Ахил Компањони (Achille Compagnoni) и Лино Лакедели (Lino Lacedelli) |
| 3  | Канченџанга                                                                                    | 8586               | Индија/Непал  | 25. мај 1955.             | Џорџ Бенд (George Band) и Џо Браун (Joe Brown) |
| 4  | Лотсе                                                                                          | 8516               | Непал/Кина    | 18. мај 1956.             | Фриц Лухсингер (Fritz Luchsinger) и Ернст Раис (Ernst Reiss) |
| 5  | Макалу                                                                                         | 8463               | Непал/Кина    | 15. мај 1955.             | Жан Кузи (Jean Couzy) и Лионел Терај (Lionel Terray) |
| 6  | Чо Оју                                                                                         | 8201               | Непал/Кина    | 19. октобар 1954.         | Јозеф Јехлер (Joseph Joechler), Пасанг Дава Лама (Pasang Dawa Lama) и Херберт Тихи (Herbert Tichy)                                                                              |
| 7  | Даулагири                                                                                      | 8167               | Непал         | 19. мај 1960.             | Курт Димбергер (Kurt Diemberger), Петер Динер (Peter Diener), Наванг Дорје (Nawang Dorje), Нима Дорје (Nima Dorje), Ернст Форер(Ernst Forrer) и Албин Шелберт (Albin Schelbert) |
| 8  | Манаслу (или Кутанг)                                                                           | 8163               | Непал         | 9. мај 1956.              | Тошио Иманиши (Toshio Imanishi) и Фуалзен Норбу (Gyalzen Norbu) |
| 9  | Нанга Парбат (или Диамир)                                                                      | 8126               | Пакистан      | 3. јул 1953.              | Херман Бул (Hermann Buhl) |
| 10 | Анапурна                                                                                       | 8091               | Непал         | 3. јун 1950.              | Морис Херцог (Maurice Herzog) и Луис Лашенал (Louis Lachenal) |
| 11 | Гашербрум 1 (или К5 или Хиден пик)                                                             | 8068               | Кина/Пакистан | 5. јул 1958.              | Ендру Кауфман (Andrew Kauffman) и Петер Шенинг (Peter Schoening) |
| 12 | Броуд пик (или Фалчен Кангри или К3)                                                           | 8047               | Кина/Пакистан | 9. јун 1957.              | Херман Бул (Hermann Buhl), Курт Димбергер (Kurt Diemberger), Маркус Шмук (Marcus Schmuck) и Фриц Винтерштелер (Fritz Wintersteller)                                             |
| 13 | Гашербрум 2 (или К4)                                                                           | 8035               | Кина/Пакистан | 9. јул 1956.              | Јозеф Ларх (Josef Larch), Фриц Моравец (Fritz Moravec) и Ханс Виленпарт (Hans Willenpart)                                                                                       |
| 14 | Шишапангма (или Госаинтан или Ксиксабангма)                                                    | 8027               | Кина          | 2. мај 1964.              | Десет пењача. Вођа експедиције: Су Шинг (Hsu Ching) |

## Пењачи који су освојили свих 14 врхова
|    | Име                                     | Држава               | Временски период | Старост у тренутку освајања последњег врха | Напомена                                                                                                |
| -- | --------------------------------------- | -------------------- | ---------------- | ------------------------------------------ | --- |
| 1  | Рајнхолд Меснер (Reinhold Messner)      | Италија              | 1970. - 1986.    | 42. године                                 | све врхове попео без коришћења додатног кисеоника                                                       |
| 2  | Јежи Кукуцка (Jerzy Kukuczka)           | Пољска               | 1979. - 1987.    | 41. година                                 | за најкраћи период попео свих 14 врхова                                                                 |
| 3  | Ерхард Лоретан (Erhard Loretan)         | Швајцарска           | 1982. - 1995.    | 36. година                                 | без додатног кисеоника                                                                                  |
| 4  | Карлос Карсолио (Carlos Carsolio)       | Мексико              | 1985. - 1996.    | 33. године                                 | без додатног кисеоника                                                                                  |
| 5  | Кжиштоф Виелицки (Krzysztof Wielicki)   | Пољска               | 1980. - 1996.    | 46. године                                 | |
| 6  | Хуан Иарзабал (Juan Oiarzabal)          | Шпанија              | 1985. - 1999.    | 43. године                                 | без додатног кисеоника                                                                                  |
| 7  | Серђо Мартини (Sergio Martini)          | Италија              | 1976. - 2000.    | 49. године                                 | |
| 8  | Хонг Гил Ам (Hong-Gil Um)               | Јужна Кореја         | 1988. - 2000.    | 40.                                        | неки сумњају у његово достигнуће, јер није правио фотографије врхова                                    |
| 9  | Парк Јанг Сеок (Park Young Seok)        | Јужна Кореја         | 1993. - 2001.    | 38. година                                 | први човек који је освојио 14 врхова, Северни пол, Јужни пол, и свих 7 највиших врхова на 7 континената |
| 10 | Алберто Ињуратеги (Alberto Inurrategui) | Шпанија (Баскија)    | 1991. - 2002.    | 34. године                                 | све врхове попео без коришћења боца са кисеоником, најмлађи алпиниста који је освојио свих 14 врхова    |
| 11 | Хан Ван Јонг (Han Wang Yong)            | Јужна Кореја         | 1994. - 2003.    | 37.                                        | |
| 12 | Владислав Терзул (Vladislav Terzyul)    | Украјина             | 1993. - 2004.    | 49.                                        | погинуо приликом силаска са четрнаестог врха (Макалу)                                                   |
| 13 | Ед Вистурс (Ed Viesturs)                | Сједињене Државе     | 1989. - 2005.    | 46                                         | без додатног кисеоника                                                                                  |
| 14 | Алан Хајнкс (Alan Hinkes)               | Уједињено Краљевство | 1987. - 2005.    |                                            | |
| 15 | Силвио Мондинели (Silvio Mondinelli)    | Италија              | 1993. - 2007.    | 49                                         | без додатног кисеоника                                                                                  |
| 16 | Иван Валехо (Iván Vallejo)              | Еквадор              | 1997. - 2008.    | 49                                         | без додатног кисеоника                                                                                  |

## Слике неких од врхова
- Монт Еверест.
- К2.
- Канченјунга.
- Лотсе.
- Макалу
- Чо Оју.
- Даулагири.
- Манаслу
- Анапурна.
- Гашербурм I
- Броуд Пик.
- Гашербрум 2.
- Шишапангма